# معركة جرادوس
معركة جرادوس (بالإسبانية: Batalla de Graus)‏ هي معركة وقعت في الأندلس في مدينة جرادوس [الإنجليزية] في منطقة أراغون. تتضارب المصادر التاريخية في تحديد تاريخ وقوعها بين 6 جمادى الأول 455 هـ/8 مايو 1063 م، وهو ما أيدته بعض المراجع العربية المعاصرة، بينما حدد المؤرخ أنطونيو أوبيتا أرتيتا تاريخ المعركة بسنة 461 هـ/1069 م، وهناك تاريخ ثالث وهو 462 هـ/1070 م حددته التأريخ الناجري «Chronica Naierensis» الذي كتب في نهاية القرن الثاني عشر. وتجتمع كل هذه المصادر التي دونت عن المعركة على وفاة راميرو في المعركة.
في سنة 447 هـ/1055 م، حاول راميرو الاستيلاء على جرادوس الواقعة في وادي نهر سينكا، لكنه فشل. عاود راميرو المحاولة سنة 455 هـ/1062 م، ولكن السرقسطيون ومعهم 300 فارس قشتالي يقودهم الأمير الصغير سانشو والقائد البارز السيد الكمبيادور. استند المؤرخون على مشاركة السيد الكمبيادور في المعركة رجوعًا إلى تاريخ رودريغو «Historia Roderici» الذي زعم أن السيد كان قائد قوات سانشو في تلك الفترة. ولكن لا يرجّح صواب هذه الفرضية، نظرًا لندرة ذكر اسم السيد في وثائق تلك الفترة الزمنية.
يحيط الغموض حول المعركة في المصادر المعاصرة لتلك الفترة، وقد زعم رينهارت دوزي أن راميرو عاش بعد المعركة أربعة أشهر، وأنه أي من السيد أو سانشو، لم يشاركا في المعركة. استند دوزي تأريخ آلون «Fragmentum historicum ex cartulario Alaonis» الذي ذكر أن راميرو قتل على أيدي المسلمين بالقرب من جرادوس، دون ذكر القشتاليين. أما التأريخ الناجري، فقد ذكر نصًا أقرب للأسطورة يقول بأن: «سانشو غارسيث الابن غير الشرعي لغارسيا سانشيث الثالث ملك نافارا، هرب مع ابنة ستيفاني زوجة غارسيا سانشيث التي كانت خطيبة الأمير القشتالي سانشو إلى بلاط سرقسطة أولاً، ومنه إلى أراغون. وأن سانشو انتقامًا لفشل خطة زواجه، هاجم راميرو وسرقسطة، وأن راميرو قتل بالقرب من جرادوس سنة 1064 أو 1070. وأنه وفقًا لمؤرخ مسلم اسمه الطرطوشي، فقد اغتيل راميرو على يد جندي مسلم يتحدث لغة المسيحيين، تسلل إلى معسكر الأراغونيين.»
وقد أخذ تشارلز بيشكو برأي بيير بواسوناد، بأن معركة جرادون كانت السبب الرئيسي في اندلاع معركة بربشتر في العام التالي، قائلاً: «كانت الحملة على بربشتر فرنسية صليبية بتشجيع من البابا ألكسندر الثاني من أجل حماية مملكة أراغون من الغزو وتحطيم قدرات المسلمين، بعد أن قتلوا راميرو الأول في جرادوس. كانت جرادوس بمثابة ملاذكرد هسبانية، لجأ بعدها الملك سانشو راميريث إلى البابوية، مثلما فعل الإمبراطور ألكسيوس الأول كومنينوس.»
يذكر أن جرادوس وقعت نهائيًا على يد سانشو راميريث خليفة راميرو سنة 475 هـ/1083 م.